# Tirabuixó
|  | Per a altres significats, vegeu «llevataps». |

El tirabuixó és un tipus de rull o caragol de cabells llarg en forma de tub que atorga al pentinat una aparença elegant i romàntica. El mot procedeix del terme francès  tire-bouchon, 'llevataps' que es va aplicar per extensió als cabells amb forma ondulada amb forma espiral. Per a formar tirabuixons cal rentar els cabells i aplicar condicionador abans d'eixugar-lo. Després, es prenen flocs de cap acinc centímetres d'ample i s'enrotllen en petites porcions en espiral al voltant del rull formant tota la llargada del tirabuixó de baix a dalt. Seguidament, es treballa la part superior del cap en horitzontal fent la mateixa operació. Finalment, s'aplica una mica de laca per a acabar de fixar els cabells.